# Squadra neozelandese di Fed Cup
La squadra neozelandese di Fed Cup rappresenta la Nuova Zelanda nella Fed Cup, ed è posta sotto l'egida della Tennis New Zealand.
Essa partecipa alla competizione dal 1965, facendo parte del World Group in sette occasioni. Il suo miglior risultato, ad oggi, è il raggiungimento dei quarti di finale nelle edizioni del 1965 e 1971.
Le neozelandesi non hanno preso parte alla Fed Cup 2011, quindi retrocesse d'ufficio al gruppo II, l'ultima categoria della zona Asia/Oceania.

## Organico 2010
Dati aggiornati alla vigilia dell'inizio della Fed Cup 2010
)

## Ranking ITF
- Il prossimo aggiornamento del ranking è previsto per il mese di febbraio 2012.

| Nuova Zelanda nel Ranking ITF (aggiornata al 7 novembre 2011) |               |         |                          |
| Pos                                                           | Squadra       | Punti   | Gruppo                   |
| 38                                                            | Indonesia     | 1011.50 | Gruppo I - Asia/Oceania  |
| 39                                                            | Grecia        | 928.00  | Gruppo I - Europa/Africa |
| 40                                                            | Bulgaria      | 920.00  | Gruppo I - Europa/Africa |
| 41                                                            | Nuova Zelanda | 917.50  | Gruppo II - Asia/Oceania |
| 42                                                            | Croazia       | 787.50  | Gruppo I - Europa/Africa |
| 43                                                            | Bahamas       | 740.50  | Gruppo I - Americhe      |
| 44                                                            | Cile          | 738.00  | Gruppo II - Americhe     |